# 九州大谷短期大学
九州大谷短期大学（きゅうしゅうおおたにたんきだいがく、英語: Kyushu Ohtani Junior College）は、福岡県筑後市蔵数495-1に本部を置く日本の私立大学。1665年創立、1970年大学設置。大学の略称は九州大谷短大。

## 概観

### 大学全体
- 福岡県筑後市に所在する日本の私立短期大学で、設置主体は学校法人真宗大谷学園[1]。
- 大谷グループ校の一つとして1970年に開学。順次学科の増設により最大で4学科、1専攻科を擁していたが、2023年度入学生より3学科に短縮された。

### 建学の精神（校訓・理念・学是）
- 九州大谷短期大学における「教育の本旨」
  - 親鸞聖人が浄土真宗の名をもって明らかにされた仏教の精神に基づき、自他への人間的自覚をうながし、真に自主的かつ社会的な人材育成をはかること。

### 教育および研究
- 九州大谷短期大学の表現学科に、演劇放送フィールドが設けられている。これは、西日本の短大では唯一であり、ミュージカル俳優を目指す「ミュージカルコース」、演出家・俳優・声優などを目指す「演劇・演出コース」、照明や美術、音響を育成するアートスタッフコースがある。ほか、幼児教育者や福祉ワーカーを育成する学科や全国の短大でも数少ない仏教学科がある。一般教育科目では、全学科を対象に人間としての基礎教育とされている「人間学」・「自己との出会い」・「社会との出会い」や生活の基礎教育とされる「華道」・「書道」などの日本文化科目が設けられている。

### 学風および特色
- 九州大谷短期大学は仏教系の大学であるという特色から、「報恩講」といった宗教的行事が行われている。

## 沿革
- 1970年
  - 2月9日 左記を以て文部省[注 2]より短期大学の設置が認可される。[2]。
  - 4月1日 九州大谷短期大学が以下の学科体制にて開学[注 3]。
    - 仏教学科[注釈 1]
    - 国文学科[注釈 1]
    - 幼児教育学科[注釈 1]

  - 5月1日 学生数[6]/定員
    - 仏教学科 11[注釈 2]/50
    - 国文学科 8[注釈 3]/50
    - 幼児教育学科 42[注釈 3]/50
- 1971年
  - 5月1日 学生数[7]/定員
    - 仏教学科 21[注釈 4]/100
    - 国文学科 20[注釈 3]/100
    - 幼児教育学科 93[注釈 3]/100
- 1972年
  - 4月1日 幼児教育学科にはじめて男子が入学。
  - 5月1日 学生数[8]/定員
    - 仏教学科 25[注釈 4]/100
    - 国文学科 31[注釈 3]/100
    - 幼児教育学科 122[注釈 5]100
- 1973年
  - 4月1日 国文学科に初めて男子学生が入学。
  - 5月1日 学生数[9]/定員
    - 仏教学科 19[注 4]/100
    - 国文学科 46[注釈 6]/100
    - 幼児教育学科 165[注釈 6]100
- 1976年
  - 4月1日 各学科の定員を以下の通り変更する[注 5]・
    - 仏教学科 50→10
    - 国文学科 50→40
    - 幼児教育学科 50→100

  - 5月1日 学生数[13]/定員
    - 仏教学科 18[注 6]/60
    - 国文学科 70[注釈 5]/90
    - 幼児教育学科 242[注釈 5]/150
- 1977年
  - 5月1日 学生数[14]/定員
    - 仏教学科 16[注 7]/20
    - 国文学科 67[注釈 3]/80
    - 幼児教育学科 258[注釈 3]/200
- 1985年
  - 5月1日 学生数[15]/定員
    - 仏教学科 18[注釈 7]/20
    - 国文学科 127[注釈 8]/80
    - 幼児教育学科 228[注釈 9]/200
- 1986年
  - 5月1日 学生数[16]/定員
    - 仏教学科 16[注釈 7]/20
    - 国文学科 122[注 8]/80
    - 幼児教育学科 233[注釈 9]/200
- 1987年
  - 5月1日 学生数[17]/定員
    - 仏教学科 20[注釈 4]/20
    - 国文学科 113[注 9]/80
    - 幼児教育学科 233[注 10]/200
- 1989年
  - 4月1日 国文学科の入学定員を40→60に増員[注 11]。
  - 5月1日 学生数[21]/定員
    - 仏教学科 32[注 12]/20
    - 国文学科 134[注釈 6]/100
    - 幼児教育学科 212[注釈 6]200
- 1990年
  - 5月1日 学生数[22]/定員
    - 仏教学科 25[注 13]/20
    - 国文学科 157[注 14]/120
    - 幼児教育学科 234[注釈 5]/200
- 1991年
  - 4月1日 国文学科の入学定員を60→80に増員[注 15]。
  - 5月1日 学生数[27]/定員
    - 仏教学科 26[注 16]/20
    - 国文学科 194[注 17]/140
    - 幼児教育学科 228[注釈 8]/200
- 1992年
  - 5月1日 学生数[注 18]/定員
    - 仏教学科 26[注 19]/20
    - 国文学科 223[注 20]/160
    - 幼児教育学科 238[注釈 6]/200
- 1995年
  - 4月1日 専攻科の設置が認められ、以下の課程を設ける[30]。
    - 福祉専攻 入学定員30名
- 1999年
  - 4月1日 以下の学科を増設する[31]。
    - 福祉学科 入学定員50名

  - 5月1日 学生数[32]/定員
    - 仏教学科 29[注釈 2]/20
    - 国文学科 172[注 21]/160
    - 幼児教育学科 264[注 22]/200
    - 福祉学科 49[注 23]/50
- 2004年
  - 4月1日 日本語コミュニケーション学科の入学定員を80→50に減員[33]。
- 2005年
  - 4月1日 この年度の入学生より日本語コミュニケーション学科を表現学科に改称[34]。
- 2009年
  - 4月1日 福祉学科の入学定員を50→35に減員[35]。
- 2019年
  - 4月1日 以下、入学定員の変更あり[注 24]。
    - 表現学科 50→65
    - 福祉学科 35→20
- 2022年
  - 4月1日 以下の学科については、この年度で学生募集を最終とする[注 25]。
    - 福祉学科

## 基礎データ

### 所在地
- 福岡県筑後市蔵数495-1

### 象徴
- ホームページほか右記資料も参照のこと[注 26]。

### 交通アクセス
- 西牟田駅から徒歩15分。最寄りのバス停留所は「九州大谷短大前」。久留米駅・羽犬塚駅・船小屋駅より西鉄バスが運行されている。

## 教育および研究

### 組織

#### 学科
- 仏教学科 入学定員10名[1]
- 表現学科 入学定員65名[1]
- 幼児教育学科 入学定員100名[1]
- 福祉学科 入学定員20名[注 27]

#### 専攻科
- 福祉専攻 入学定員30名[1]

#### 取得資格について
- 保育士資格・幼稚園教諭二種免許状：幼児教育科
- 司書：表現学科
- 介護福祉士資格：福祉学科および専攻科福祉専攻
- 表現学科の前身である日本語コミュニケーション学科・国文学科では中学校教諭二種免許状（国語）の課程も設けられていた[注 28]

#### 附属機関
- 生涯学習センター：本短大での教育を一般市民に講座を開放するのに使用されている。
- 九州大谷文化センター
- 大谷講堂

### 研究
- 『九州大谷研究紀要 』[47]
- 『九州大谷情報文化』[48]
- 『九州大谷国文』[49]
- 『九州大谷真宗研究所紀要』[50]
- 『国語研究』[51]
- 『玄海通信・研究と資料』[52]ほか。

## 学生生活

### 部活動・クラブ活動・サークル活動
- 九州大谷短期大学のクラブ活動
  - 体育系：バレーボール・バスケットボール・フットサルほか
  - 文化系：吹奏楽・ボランティア・ 軽音楽ほか

### 学園祭
- 九州大谷短期大学の学園祭は「大谷祭」と呼ばれ、毎年概ね11月に行われる。

## 大学関係者と組織

### 大学関係者組織
- 後援会
- 同窓会
- 筑紫会

### 大学関係者一覧

#### 教職員
- 蓬茨祖運 - 2代目学長。
- 組坂繁之 - 部落解放同盟中央本部執行委員長。人権論非常勤講師。
- さいふうめい - 漫画原作者。元助教授。
- 植木誠 - 声優、俳優。表現学科准教授。

#### 出身者
- 菅一乗 - レーシングドライバー。
- 林田麻里 - 女優。
- 蒼井のぞみ - 女優、声優。
- 松本由紀 - ラジオパーソナリティ。
- 天野貴子 - フリーアナウンサー。
- 平田理絵 - フリーアナウンサー。

## 施設

### キャンパス
- 図書館：蔵書数は約70,000冊である。
- 体育館
- 小劇場
- 介護実習室
- 福祉・研究室棟
- 学生食堂
- 大谷講堂ほか

### 寮
- 第一大谷学寮（女子寮）がある。

## 系列校
学校法人真宗大谷学園
- 大谷大学
- 大谷大学短期大学部

真宗大谷派学校連合会
- 大阪大谷大学短期大学部
- 帯広大谷短期大学
- 札幌大谷短期大学
- 函館大谷短期大学
- 飯田女子短期大学

## 社会との関わり
- 生涯学習センターにて、地域の人々に対する公開講座を行っている。仏教や保育など本短大の学科に関する内容のものが多い。

## 卒業後の進路について

### 編入学・進学実績
- 系列の大谷大学ほか以下の実績がある。
  - 仏教学科：同朋大学ほか
  - 表現学科（国文学科・日本語コミュニケーション学科含む）：筑波大学・佐賀大学・九州国際大学・九州産業大学・福岡国際大学・福岡女学院大学・活水女子大学ほか
  - 福祉学科：広島国際大学・久留米大学・筑紫女学園大学・西九州大学ほか
  - 幼児教育学科：聖徳大学・別府大学・九州大谷短期大学専攻科ほか

## 附属学校
- 九州大谷幼稚園ほか